# هیگنز (پنسیلوانیا)
هیگنز (به انگلیسی: Hegins) یک منطقهٔ مسکونی در ایالات متحده آمریکا است که در شهرستان سچویلکیلل، پنسیلوانیا واقع شده‌است. هیگنز ۸۱۲ نفر جمعیت دارد.